# UFO-Sichtung bei Ruwa
Am 16. September 1994 gab es eine UFO-Sichtung außerhalb von Ruwa, Simbabwe. Zweiundsechzig Schüler der Ariel-Schule im Alter zwischen sechs und zwölf Jahren behaupteten, dass sie ein oder mehrere silberne Raumschiffe vom Himmel herabsteigen und auf einem Feld in der Nähe ihrer Schule landen sahen. Einige der Kinder behaupteten, dass ein oder mehrere schwarz gekleidete nichtmenschliche Wesen mit großen Augen zu sehen waren, die den Kindern unter anderem telepathisch eine Botschaft mit einem Umweltthema übermittelten, die sie erschreckte und zum Weinen brachte.
Der Fortean-Autor Jerome Clark bezeichnete den Vorfall als die „bemerkenswerteste Nahbegegnung der dritten Art der 1990er Jahre“. Einige Skeptiker haben den Vorfall als Massenhysterie bezeichnet. Viele der Kinder, die an der Sichtungsstelle waren und angaben, etwas gesehen zu haben, behaupten, dass ihre Darstellung des Vorfalls der Wahrheit entspricht, wobei einige davon auch als Erwachsene ihre Angaben wiederholen. Die Schüler beschrieben und zeichneten konsistente Merkmale der Wesen und des UFOs, auch wenn sie das Ereignis jeweils unterschiedlich interpretierten.

## Hintergrund
Ruwa ist ein kleines landwirtschaftliches Zentrum, das 22 km südöstlich der Hauptstadt Harare liegt. Zum Zeitpunkt des Vorfalls war es keine Stadt, sondern nur ein lokaler Ortsname, „kaum mehr als eine Kreuzung in einer landwirtschaftlichen Region“.
Die Ariel School war eine teure Privatschule. Die meisten Schüler stammten aus wohlhabenden Weißen Familien in Harare.
Zwei Tage vor dem Vorfall in Ariel hatte es im gesamten südlichen Afrika eine Reihe von UFO-Sichtungen gegeben. Es gab zahlreiche Berichte über einen hellen Feuerball, der nachts am Himmel vorbeizog. Viele Menschen folgten der Aufforderung von ZBC Radio, anzurufen und zu beschreiben, was sie gesehen hatten. Obwohl einige Zeugen den Feuerball als Komet oder Meteor interpretierten, führte dies zu einer Welle der UFO-Manie in Simbabwe zu dieser Zeit.
Laut dem Skeptiker Brian Dunning war der Feuerball „der Wiedereintritt der Zenit-2-Rakete vom Start des Satelliten Cosmos 2290 gewesen. Die Rakete löste sich in brennende Streifen auf, als sie sich lautlos über den Himmel bewegte und Millionen von Afrikanern eine beeindruckende Lichtshow bot“. Die örtliche UFO-Forscherin Cynthia Hind verzeichnete zu dieser Zeit weitere Sichtungen von Außerirdischen, darunter eine Sichtung bei Tageslicht durch einen kleinen Jungen und seine Mutter sowie den Bericht eines Truckers über außerirdische Wesen auf einer Straße. Nicht alle Kinder, die an diesem Tag in der Schule waren, gaben an, etwas gesehen zu haben.

## Vorfall
Die Sichtungen in Ariel ereigneten sich am 16. September 1994 um 10 Uhr morgens, als die Schüler während der Schulpause draußen waren. Die Lehrkräfte der Schule hielten zu diesem Zeitpunkt eine Besprechung ab. Der gesamte Vorfall dauerte etwa fünfzehn Minuten. Als die Kinder in den Unterricht zurückkehrten, erzählten sie den Lehrern, was sie gesehen hatten, wurden aber entlassen.
Als sie nach Hause zurückkehrten, erzählten sie ihren Eltern davon. Viele dieser Eltern kamen am nächsten Tag in die Schule, um mit dem Lehrkörper zu besprechen, was passiert war. Über die Sichtung wurde im ZBC-Radio berichtet, woher Cynthia Hind davon erfuhr.
Der Korrespondent der BBC in Simbabwe, Tim Leach, besuchte die Schule am 19. September, um Interviews mit Schülern und Mitarbeitern zu filmen. Nach der Untersuchung dieses Vorfalls erklärte Leach: „Ich konnte mit Kriegsgebieten umgehen, aber nicht mit hiermit“. Hind besuchte die Schule am 20. September 1994. Sie interviewte einige der Kinder und bat sie, Bilder von dem zu malen, was sie gesehen hatten. Sie berichtete, dass die Kinder ihr alle dieselbe Geschichte erzählten.
Im November besuchte der Harvard-University-Professor für Psychiatrie und Pulitzer-Preisträger John Mack die Ariel-Schule, um Zeugen zu befragen. In den 1990er Jahren hatte Mack UFO-Sichtungen und das Phänomen der Entführung durch Außerirdische untersucht.
Bei den Befragungen von Hind, Leach und Mack gaben 62 Kinder im Alter zwischen sechs und zwölf Jahren an, mindestens ein UFO gesehen zu haben. Ein oder mehrere silberne Objekte, die gewöhnlich als Scheiben beschrieben wurden, erschienen am Himmel. Sie schwebten dann auf ein Feld mit Büschen und kleinen Bäumen direkt außerhalb des Schulgeländes.
Ein bis vier schwarz gekleidete Wesen mit großen Augen stiegen aus einem Raumschiff aus und näherten sich den Kindern. An diesem Punkt rannten viele der Kinder weg, aber einige, meist ältere Schüler, blieben und beobachteten die Annäherung. Laut Macks Interviews übermittelten das Wesen oder die Wesen den Kindern dann telepathisch eine Umweltbotschaft, bevor sie zum Raumschiff zurückkehrten und davonflogen. Laut Dunning wurde dieser Aspekt der telepathischen Botschaft in den Berichten von Hind und Leach nicht erwähnt, sondern nur in denen von Mack, obwohl Hind dies später berichtete.
In Macks Interviews erzählt ein Fünftklässler, wie er „vor etwas gewarnt wurde, das passieren wird“, und dass „Umweltverschmutzung nicht sein darf“. Ein elfjähriges Mädchen sagte zu Mack: „Ich glaube, sie wollen, dass die Leute wissen, dass wir dieser Welt tatsächlich Schaden zufügen und dass wir nicht zu technologed [sic] werden dürfen.“ Ein Kind sagte aus, ihm sei gesagt worden, dass die Welt untergehen wird, weil sie sich nicht um den Planeten kümmern. Emily Trim behauptete, dass ihre Nachricht sich weniger auf die Umwelt und mehr auf Technologie bezog.
Die Kinder beharrten darauf, dass sie kein Flugzeug gesehen hatten. Hind merkte an, dass der unterschiedliche kulturelle Hintergrund der Kinder zu verschiedenen Interpretationen des Gesehenen führte und nicht alle glaubten, dass sie Außerirdische gesehen hatten. Sie merkte an, dass einige der Kinder die kleinen Wesen für Tikoloshes hielten, Kreaturen aus der Folklore der Shona-Völker und der Ndebele-Völker.

## Nachwirkung
Der UFO-Vorfall in der Ariel-Schule wurde schnell zu einem der bekanntesten UFO-Fälle in Afrika. In einer Folge der BBC-Sendung Witness History vom Juni 2021 wurde das Ereignis als „eines der bedeutendsten Ereignisse in der UFO-Geschichte“ bezeichnet. Ufologen führen den Fall weiterhin als einen der besten Belege für die Existenz von Aliens auf der Erde an. Skeptiker haben vorgeschlagen, dass der Vorfall als Massenhysterie oder als Streich erklärt werden könnte. Gideon Reid schlug die Hypothese einer Verwechslung mit tourenden Puppenspielen vor, die das Bewusstsein für AIDS fördern sollten. Alternativ wurde argumentiert, dass die Kinder einen Staubteufel falsch identifiziert hätten.
Hind befragte die Kinder in Gruppen von vier bis sechs Kindern, wobei jedes zweite Kind zuhören durfte, sodass sich ihre Geschichten gegenseitig beeinflussten. Mack befragte die Kinder erst zwei Monate nach der angeblichen Sichtung und Dunning sagt, dass Mack, ein bekannter Umweltschützer, den Aspekt der telepathischen Kommunikation „anregte und vorschlug“, der in Hinds vorherigem Bericht nicht enthalten war.
Mehrere der Zeugen behaupten weiterhin, dass das, was berichtet wurde, wahr ist. Im Jahr 2014 sprach die Mail & Guardian mit einer Zeugin, die sagte, dass sie befürchtet, dass die Wesen zurückkehren werden und dass sie „spüren kann, wann sie wieder in der Atmosphäre sind“. Im Jahr 2016 stellte die Zeugin Emily Trim Gemälde aus, die sie als „Manifestation der Botschaften, die sie an diesem Tag von den Wesen erhielt“ beschrieb. Trim starb 2024 an Krebs. Im Juni 2021 sprach der Barstool Sports-Autor Zah in einem Interview darüber, dass er an diesem Tag Schüler in Ariel war. Er erzählte, dass er ein helles Licht vom Himmel kommen und Außerirdische aus ihm herauskommen sah. Andere Zeugen wurden für den Dokumentarfilm The Phenomenon interviewt und sprachen darüber, wie die Erfahrung sich auf sie ausgewirkt hatte. Die Erwachsenen bekräftigten ihre Aussagen, wobei einige von Traumata, die sie durchlebt hatten, berichteten und erzählten, dass sie nicht von den Ereignissen erzählen konnten, da sie dafür ausgelacht wurden, und dass sie sich alleingelassen fühlen.
Im Jahr 2023 behauptete ein ehemaliger Schüler namens Dallyn in einer Netflix-Dokumentation mit dem Titel „Encounters“, dass er hinter diesem Vorfall steckte. Er behauptete, er habe seinen Mitschülern und anderen Studenten absichtlich erzählt, dass ein „glänzender Fels“ in der Ferne ein UFO sei. Laut seiner eigenen Aussage in dem Dokumentarfilm hätte er nie gedacht, dass dies funktionieren würde, und war von der Massenhysterie überrascht. Dallyns Behauptungen in dem Dokumentarfilm stehen in direktem Widerspruch zu den Behauptungen, die er 15 Jahre vor dem Dokumentarfilm vor der Kamera gemacht hatte. Darin beschrieb er, dass das UFO ein Licht hatte, das „eine andere Farbe am Himmel aufblitzen ließ“.